# 1943 год в кино

## Фильмы

### Мировое кино
- «Ворон»/Le corbeau, Франция (реж. Анри-Жорж Клузо)
- «Гений дзюдо»/姿三四郎, Япония (реж. Акира Куросава)
- «Край тьмы»/Edge Of Darkness, США (реж. Льюис Майлстоун)
- «Миссия в Москву»/Mission to Moscow, США (реж. Майкл Кёртис)
- «Мюнхгаузен»/Münchhausen, Германия (реж. Йозеф фон Баки)
- «Небеса могут подождать»/Heaven Can Wait, США (реж. Эрнст Любич)
- «Одержимость»/Ossessione, Италия (реж. Лукино Висконти)
- «По ком звонит колокол»/For Whom the Bell Tolls, США (реж. Сэм Вуд)
- «Призрак Оперы»/Phantom of the Opera, США (реж. Артур Лубин)
- «Северная звезда»/The North Star, США (реж. Льюис Майлстоун)
- «Сестра его дворецкого»/His Butler’s Sister, США (реж. Фрэнк Борзейги)
- «Случай в Окс-Боу»/The Ox-Bow Incident, США (реж. Уильям Уэллман)
- «Сын Дракулы»/Son of Dracula, США (реж. Роберт Сьодмак)
- «Тень сомнения»/Shadow Of A Doubt, США (реж. Альфред Хичкок)
- «Шерлок Холмс в Вашингтоне»/Sherlock Holmes in Washington, США (реж. Рой Уильям Нил)
- «Шерлок Холмс и секретное оружие»/Sherlock Holmes and the Secret Weapon, США (реж. Рой Уильям Нил)
- «Шерлок Холмс перед лицом смерти»/Sherlock Holmes Faces Death, США (реж. Рой Уильям Нил)
- «Я гуляла с зомби»/I Walked With a Zombie, США (реж. Жак Турнёр)

### Советское кино

#### Художественно-игровое кино

##### Фильмы Азербайджанской ССР
- Одна семья (р/п. Рза Тахмасиб, Григорий Александров и Микаил Микаилов).

##### Фильмы Грузинской ССР
- Неуловимый Ян (р/п. Исидор Анненский, Владимир Петров) (снят в 1942 году).

##### Фильмы Казахской ССР
- Жди меня (р/п. Александр Столпер, Борис Иванов).
- Она защищает родину (р/п. Фридрих Эрмлер).

##### Фильмы РСФСР
- «Воздушный извозчик», (реж. Герберт Раппапорт)
- «Кутузов», (реж. Владимир Петров)

##### Фильмы совместных производителей

###### Двух киностудий, и двух союзных республик
- Мы с Урала (р/п. Лев Кулешов и Александра Хохлова).
- Новые похождения Швейка (р/п. Сергей Юткевич).

##### Фильмы Узбекской ССР
- Два бойца (р/п. Леонид Луков).
- Насреддин в Бухаре (р/п. Яков Протазанов).
- Пропавший без вести (р/п. Владимир Браун).

#### Документальное кино
- Сталинград (р/п. Леонид Варламов).

## Персоналии

### Родились
- 4 февраля — Канымбек-Кано Касымбеков, казахстанский и советский кинорежиссёр и сценарист, Заслуженный деятель Казахстана.
- 20 февраля — Майк Ли, британский режиссёр и сценарист.
- 15 марта — Дэвид Кроненберг, канадский режиссёр и сценарист.
- 28 марта — Джимми Ван Юй, гонконгский и тайваньский актёр, режиссёр, сценарист и продюсер.
- 29 марта — Эрик Айдл, британский актёр, сценарист. Участник комик-группы «Монти Пайтон».
- 5 мая — Майкл Пейлин, британский актёр, сценарист, писатель, один из участников группы «Монти Пайтон».
- 13 июня — Малкольм Макдауэлл, британский актёр.
- 14 июня — Радослав Спасов, болгарский кинооператор, кинорежиссёр, сценарист и продюсер.
- 16 июня — Дагмар Лассандер, немецкая актриса.
- 17 июня — Пётр Меркурьев, советский киноактёр.
- 17 августа — Роберт Де Ниро, американский актёр.
- 5 октября — Инна Чурикова, советская и российская актриса.
- 22 октября — Катрин Денёв, французская актриса.
- 21 декабря — Джек Нэнс, американский актёр.
- 25 декабря — Ханна Шигулла, немецкая актриса.

### Скончались
- 13 февраля — Неййире Нейир, турецкая актриса театра и кино.
- 3 апреля — Конрад Фейдт, немецкий актёр театра и кино.
- Туйчи Хафиз Ташмухамедов, узбекский народный певец.